# Blanche Pronovost
Blanche Pronovost (née le 27 février 1908 à Saint-Tite et décédée le 11 février 1994 à Saint-Lambert) est une infirmière québécoise. Pendant la Grande Dépression, elle œuvre comme « infirmière de colonie » et tient un dispensaire à Villebois. Cette portion de sa vie fut adaptée dans le roman Le Cri de l'oie blanche, de la trilogie Les Filles de Caleb, et interprétée par Pascale Bussières dans la télésérie Blanche.

## Biographie

### Vie personnelle
Blanche Pronovost naît le 27 février 1908 à Saint-Tite, en Mauricie. Elle est la cinquième enfant d'Émilie Bordeleau (1879-1946), institutrice, et d'Ovila Pronovost, (1882-1951) ouvrier.
Elle épouse Clovis Couture le 15 décembre 1938, à Saint-Stanislas. Le couple aura trois filles, dont Arlette Cousture, romancière. Blanche Pronovost décède le 11 février 1994 à Saint-Lambert des suites de la maladie d'Alzheimer.

### Infirmière de colonie

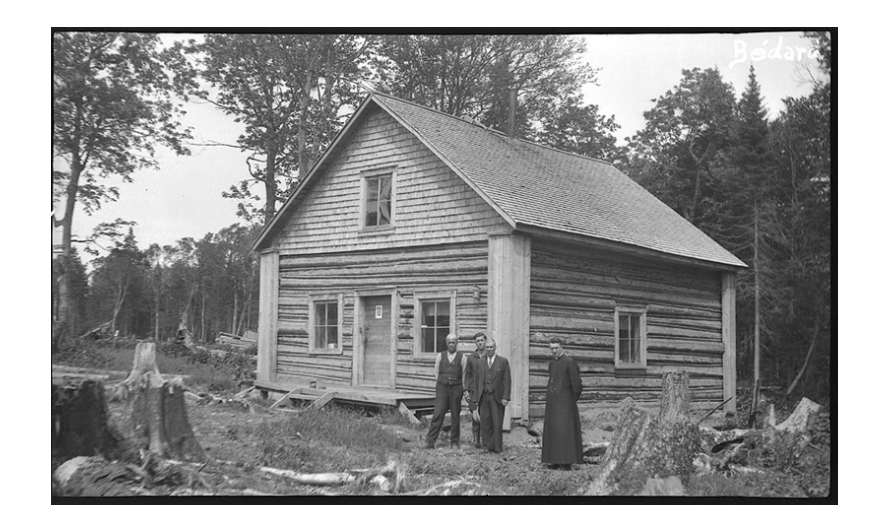
Maison de colon dans le canton Bédard en Abitibi pendant le plan Vautrin, 1935.

Au cours des années 1930, tentant de lutter contre la misère de la Grande dépression, le gouvernement provincial entreprend un plan de colonisation de l'Abitibi-Témiscamingue. Ce plan Vautrin consiste à inciter des familles à coloniser le territoire et y développer l'agriculture et la foresterie. De nombreux villages sont ainsi créés, dont Villebois (aujourd'hui dans le Nord-du-Québec). À la même époque, le gouvernement provincial met sur pied un réseau de dispensaires tenus par des « infirmières de colonies » afin d'assurer les services de santé minimums aux habitants des régions éloignées. Ces dispensaires se multiplient dans les villages de colonisation en Abitibi-Témiscamingue,. Blanche Pronovost pratique comme infirmière de colonie à Villebois, de 1936 à 1938.

## Dans la culture
La vie de Blanche Pronovost fut adaptée par sa fille Arlette Cousture, dans le roman Le cri de l'oie blanche, de la trilogie Les Filles de Caleb,. En 1993, le roman et la vie de l'infirmière sont portés à la télévision dans la mini-série Blanche. Cette suite de la télésérie Les Filles de Caleb est produite par Charles Binamé et le rôle de Blanche Pronovost est porté par Pascale Bussières.